# ريتشارد برستون
ريتشارد برستون (بالإنجليزية: Richard Preston)‏ (5 أغسطس 1954، كامبريدج في الولايات المتحدة)؛ صحفي، كاتب وروائي أمريكي.

## روابط خارجية
- ريتشارد برستون على موقع IMDb (الإنجليزية)
- ريتشارد برستون على موقع ميوزك برينز (الإنجليزية)
- ريتشارد برستون على موقع إن إن دي بي (الإنجليزية)